# ISDB

Mapa dos sistemas de televisão digital adotados por país, em verde o ISDB.

O Serviço Integrado de Transmissão Digital (do inglês Integrated Services Digital Broadcasting, abreviado ISDB) é o padrão japonês de televisão digital, apontado como o mais flexível por responder melhor a necessidades de mobilidade e portabilidade. É uma evolução do sistema DVB (Digital Video Broadcasting), usado pela maior parte do mundo, sendo desenvolvido desde a década de 1970 pelo laboratório de pesquisa da rede da TV NHK em parceria com a SONY.
No Brasil, o ISDB-T (transmissão terrestre de televisão aberta) foi eleito o melhor nos testes técnicos comparativos conduzidos por um grupo de trabalho formado pela "Sociedade Brasileira de Engenharia de Televisão" (SET), "Associação Brasileira das Emissoras de Rádio e Televisão" (ABERT), "Universidade Presbiteriana Mackenzie", e ratificados pela fundação "Centro de Pesquisa e Desenvolvimento em Telecomunicações" (CPqD). Em 29 de junho de 2006 foi anunciado como padrão adotado pelo Brasil na transmissão de televisão digital, e em abril de 2009, o Peru anunciava que o adotara como padrão.
É um sistema altamente versátil. Além de enviar os sinais da televisão digital, pode ser empregado em outras atividades, como transmissão de dados, recepção parcial em PDA ou telefone celular; recepção por meio de computador ou servidor doméstico; acesso a sítios de programas de televisão; serviços de atualização do receptor por cópia de arquivos da Rede; sistema multimeios para fins educacionais. Assim, prevê serviço de transmissão para dispositivos fixos, móveis ou portáteis no mesmo sinal.

## História
Entrou em operação comercial na região de Tóquio em 2003. Possui um mercado de 100 milhões de televisores.

## ISDB-T
Versão terrestre.

### 1seg
É parte do sinal ISDB-T destinado a dispositivos móveis, como telefones celulares. 1seg no Japão transmite a 15 quadros por segundo, enquanto é 30 no Brasil. Portanto, devemos prestar atenção aos recursos do dispositivo que estamos comprando.

### ISDB-Tmm
Derivado do 1seg para dispositivos móveis mais modernos.

### ISDB-Tsb
Derivado de 1seg destinado a transmitir apenas áudio.

### ISDB-Tb
O Brasil fez melhorias (por exemplo, H.264) que foram traduzidas pelos padrões SBTVD, ISDB-Tb, ISDB-T International ou SATVD (Argentina). Esse padrão é oferecido pelo Japão e pelo Brasil em todo o mundo.
MPEG-H Audio, HLG e SL-HDR1 foram adicionados ao ISDB-Tb em 2019.

## ISDB-C
Versão com fio.

## ISDB-S
Versão de satélite.

### ISDB-S3
Nova versão de satélite com capacidade 4K, 8K, HDR, HFR e áudio 22.2.

## Características

Formato do ISDB-T

- Aplicações: EPG, t-GOV, t-COM, Internet
- Middleware: ARIB
- Compressão de audio: MPEG-2 AAC
- Compressão de video: MPEG-2 HDT, H.264, ou HEVC
- Transporte: MPEG-2
- Modulação: BST-COFDM

## Evolução do sistema DVB-T
O sistema ISDB-T foi uma evolução do sistema DVB-T, ao qual se acrescentou:
- Um intercalador temporal para melhorar o desempenho na presença de interferências concentradas, tais como o ruído impulsivo;
- A banda de RF de 6 MHz (megahertz) foi subdividida em 13 segmentos independentes, com a possibilidade de serem enviadas 3 programações diferentes ao mesmo tempo, por exemplo: uma em QPSK, outra em 16QAM e a terceira em 64QAM;
- Modo 4K;
- Método de modulação "Differential Quaternary Phase Shift Keying" — DQPSK.

## No Brasil
Este foi o padrão de TV digital escolhido para operar no território brasileiro, com algumas modificações como a substituição do MPEG2 pelo MPEG4, além da inclusão de novas tecnologias desenvolvidas no país. A versão brasileiro-japonesa é o ISDB-TB e foi lançada em 2007.
MPEG-H Audio, HLG e SL-HDR1 foram adicionados ao ISDB-Tb em 2019.

## Proteção contra cópias
Cada transmissão de TV (incluindo TV aberta) é cifrada com cópia única (copy-once), que permite aos usuários gravar somente uma cópia em um meio digital (D-VHS, DVD, HDD, etc). Por outro lado, a tecnologia de "cópia única" não proíbe todos os tipos de cópia. É possível copiar para meios analógicas (como um VHS padrão) e também, se gravadas num HDD, é permitido aos usuários "mover" o conteúdo para um D-VHS, mas não copiar. Em contrapartida, transmissões digitais 1seg, feitas para celulares, ocupando 1/13 do canal digital, são transmitidas "puras", sem proteção contra cópia.
Muitos usuários também estão preocupados com as recentes notícias de proteção aumentada, no futuro. Há modos no ISDB para impedir a saída do sinal para conectores analógicos (cabos vídeo componente, vídeo composto, S-Video etc.). Já há planos para impedir a saída analógica para proteção de copyright. Isso tornará inutilizáveis todos os conversores atuais e a maioria das TVs de LCD/Plasma que não têm entrada HDMI. Além disso, todos os VHSs e D-VHSs analógicos, que só gravam com entrada analógica, assim como todos os leitores de DVD, ficarão também inutilizáveis. Essas tecnologias de proteção contra cópia mais reforçadas só começarão após o fim das transmissões analógicas (quando não houver mais escolha para os telespectadores).
No ISDB-TB, versão brasileira do padrão ISDB, a proteção contra cópias é regulada pela norma ABNT NBR 15605-1, Televisão digital terrestre — Tópicos de segurança, ‘Parte 1: Controle de cópias’[carece de fontes?].

## Futuro
Uma nova versão terrestre deve ser proposta em 2020 e aprovada em 2021.
Isso seria capaz de suportar 4K, 8K, HDR, HFR e áudio imersivo.
Foi sugerido o uso de compactação de vídeo VVC.